# Duch svatý

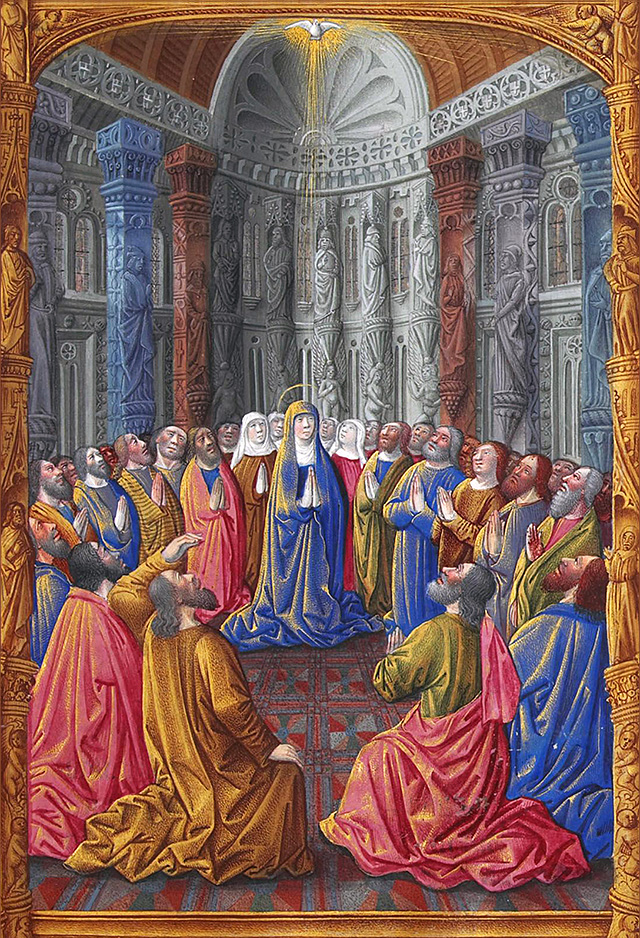
Seslání Ducha svatého v iluminovaném manuskriptu z 15. století, Musée Condé, Chantilly. Duch svatý je znázorněn jako holubice v nejhornější části obrazu

Duch svatý i svatý Duch (latinsky Spiritus Sanctus; hebrejsky רוּחַ הַקֹּדֶשׁ; řecky Άγιο Πνεύμα) je teologický pojem, který označuje v křesťanství jednu ze tří osob Nejsvětější Trojice, osobu odlišnou od Otce a Syna, zároveň však s nimi stejné podstaty (viz homoúsios). Teologická disciplína, jejímž předmětem je Duch svatý, se nazývá pneumatologie. V židovství označuje Duch svatý mimo jiné i Boží přítomnost.[zdroj?]

## Judaismus
V Tanachu se sousloví „Duch svatý“ (hebrejsky: רוּחַ הַקֹּדֶשׁ, ruach ha-kodeš, které je pro nás nezvykle ženského rodu) vyskytuje pouze na dvou místech, a to v knize Izajáš 63:10 a v Žalmu 51:13. V Midraši a Talmudu je ale výskyt tohoto sousloví poměrně častý, např. jen v knize Kohelet raba, která je dnes součástí Velkého Midraše, ale původně je to kompilát starších pramenů z 8. století n. l., se vyskytuje sousloví „Duch svatý“ více než 20krát. I podle výskytu v Evangeliích se dá předpokládat, že již v době Druhého chrámu byl tento termín používán a znám v obecné populaci a že tedy Ježíš převzal již zaužívaný termín a rozšířil jeho význam.
V rámci judaismu je termín „Duch svatý“ spojován též s pojmem šechina či šchina (hebrejsky: שְׁכִינָה, doslova „přebývání“), jenž obvykle slouží k označení zřetelné a silně si uvědomované Boží přítomnosti na určitém místě či v určité situaci. Středověký německý chasidismus spojuje tuto Boží přítomnost s Boží slávou čili kavod (hebrejsky: כָּבוֹד), jenž je v jeho pojetí považován za „první stvoření“. Kabalisté hovoří o Duchu svatém jako o Božské inspiraci, přičemž takováto inspirace je považována za nižší formu zjevení než proroctví. „Úroveň osvícení označována jako ruach ha-kodeš zahrnuje jasnost porozumění, zesílení vnímání, uvědomění duchovna a často také úplnou změnu osobnosti“, přičemž k této úrovni lze podle Talmudu dospět skrze stanovený meditační postup. Mnozí vykladači Bible ztotožňují „Ducha svatého“ s „duchem Božím“ (hebrejsky: רוּחַ אֱלֹהִים, ruach Elohim), což je v Bibli velmi frekventovaný termín a nachází se např. hned v druhém verši knihy Genesis.

## Křesťanství

### Nový zákon
V řeckém Novém zákoně se výraz „Duch svatý“ (τὸ πνεῦμα ἅγιον to pneuma hagion) objevuje přibližně stokrát. Duch svatý je v křesťanství jedna z Božích osob, přesněji třetí z osob v trojjediném Bohu – tedy Nejsvětější Trojici.
Jako symboly pro zpodobení této osoby užívá Nový zákon i pozdější výtvarné umění obraz holubice nebo plamene.
V Novém zákoně vystupuje Duch svatý jako samostatná postava či osoba. Podle křesťanské víry počala Panna Maria svého syna Ježíše Krista působením Ducha svatého (viz Panenské početí). Ježíš pak přijímá zvláštním způsobem svatého Ducha při svém křtu v řece Jordán (Mt 3,16–17). Příslib Ducha svatého tvoří jedno z hlavních témat Ježíšovy řeči na rozloučenou v Janově evangeliu (kap. 14–16).
Skutky apoštolů popisují ve své 2. kapitole, jak byl Duch svatý, označovaný též jako Přímluvce nebo Utěšitel (řecky παράκλητος paraklétos, obhájce, pomocník), seslán na apoštoly v den letnic. Tuto událost každoročně připomíná liturgie při slavnosti Seslání Ducha svatého. Tento dar Ducha je analogický ke starozákonnímu daru Desatera Mojžíšovi na Sinaji. V Janově evangeliu (20,21–22) je Duch svatý apoštolům dán samotným Ježíšem již v den svého vzkříšení, tj. Velikonoc.

### Spor o filioque
Viz hlavní článek Filioque

### Svatodušní hymny
Křesťanská tradice dochovala některé starobylé hymny, které se obracejí (vzývají, invokují) přímo na Ducha svatého. Mezi ně patří např. Nunc Sancte nobis Spiritus sv. Ambrože z Milána, Veni Creator Spiritus Rhabana Maura či Veni sancte Spiritus (Přijď, ó Duchu přesvatý), který je dodnes používán např. při zahájení školního roku církevních škol a univerzit. V současnosti je v užívání určité množství nových hymnů či písní, které se obracejí přímo k Duchu svatému, velká část z nich pochází především z prostředí charismatické obnovy.

### Duch svatý a Trojice
Spor ohledně plnosti Kristova Božství, ve kterém byl Areios na Nicejském koncilu roku 325 poražen, byl přijetím Nicejského vyznání víry vyřešen jen zdánlivě. Ve skutečnosti byly závěry tohoto koncilu velkou většinou biskupů a křesťanských myslitelů odmítány.[zdroj?] Východní biskupové a teologové se spíše přikláněli k některé z modifikací učení Origena, který mluvil o podřízeném postavení osob v Trojici. Boj za prosazení Nicejského kréda vedl zpočátku alexandrijský biskup Atanáš, kvůli čemuž také strávil velkou část svého života ve vyhnanství. Teprve od 60. let se daří příznivcům Nicejského vyznání víry sblížit se s origenistickou většinou. Impulz k tomu dal římský císař Julián křesťany zvaný Apostata (=odpadlík). Ten v roce 362 ve snaze uvrhnout křesťanství do chaosu povolal zpět na své úřady biskupy ve vyhnanství a ty úřadující do vyhnanství poslal. Tím od dvora odeslal semi-ariánskou hierarchii a na Alexandrijské synodě téhož roku začalo sbližování příznivců Nicejského vyznání a origenistů.

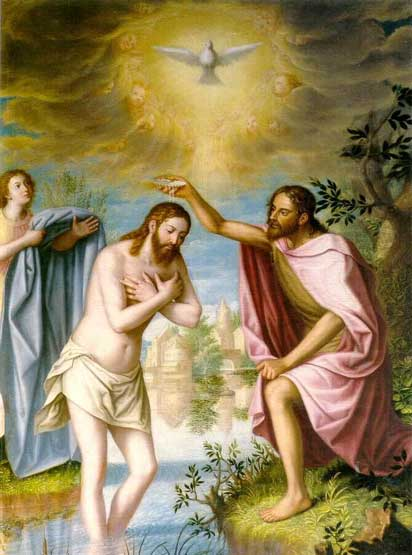
Holubice-Duch svatý na obrazu Kristova křtu

V tomto sbližování vynikli především tři východní teologové nazývaní „kappadočtí otcové“: sv. Basil Veliký, Řehoř z Nazianzu a Řehoř z Nyssy. Tito církevní otcové prohloubili trojiční teologii a dokázali ji zformulovat pro origenisty přijatelným jazykem. V jejich dílech, především u Basila Velikého, nalezneme také souvislý výklad o Duchu svatém, který je jinak v Nicejském vyznání víry zmíněn jen letmo. Basil Veliký hájil pojetí Ducha svatého jako jedné z osob Nejsvětější Trojice v obraně proti jiným směrům a jeho pojetí pozice Ducha svatého v Trojici se prosadilo na koncilu v Konstantinopoli v roce 381.

### Výtvarné umění
V křesťanském umění se Duch svatý tradičně zobrazuje jako holubice podle slov Jana Křtitele „Spatřil jsem, jak Duch sestoupil jako holubice z nebe a zůstal na něm.“ J 1, 32 (Kral, ČEP). Bývá součástí výjevů Zvěstování, Křtu Krista a Pavla, Seslání Ducha svatého a Nejsvětější Trojice. Také u svatých teologů se inspirace Duchem svatým zobrazuje v podobě holubice u jejich ucha.